# Бодипозитив
Бодипозити́в (англ. body positivity; от body — «тело» и positive — «позитив, нечто положительное») — общественное движение, выступающее за право комфортно ощущать себя в своём теле при любом внешнем виде, свободно самовыражаться, а также принимать тела других людей такими, какие они есть. Движение выступает за позитивное восприятие как своего образа тела, так и за принятие тел других людей независимо от физических способностей, размера, пола, расы или внешнего вида.
С бодипозитивом часто ассоциируется фэт-феминизм, однако данное движение неоднородно, у него множество различных форм и направлений, отличающихся идеологическими особенностями.

## Описание
Цели движения бодипозитива — устранить из общества нереалистичный идеал красоты, тем самым способствовать тому, чтобы люди принимали своё тело как оно есть, повышали самооценку, улучшали свой образ и учились любить себя целиком.
Активистки бодипозитивa пытаются изменить восприятие женского тела в обществе, отказывают обществу в диктате того, что считать уместным и неуместным в женском теле. Они борются за принятие в обществе естественной красоты, волос на женском теле, менструаций и того, что считается «недостатками» на коже.
С 2012 года растёт присутствие движения бодипозитива в «Инстаграме», и там хорошо заметно влияние корпораций на движение бодипозитива с целью продвижения своей продукции.
Участницы движения утверждают, что даже те девушки, которые более или менее соответствуют стандартам, обесцениваются и обвиняются в отсутствии личных качеств. По мнению бодипозитивисток, общество должно научиться принимать разнообразие людской внешности, тогда в мире будет меньше психических расстройств, случаев суицида и булимии.
Ключевая идея бодипозитива — любить себя и принимать своё тело, а так же воспринимать тела других людей.
Суть движения в том, что все люди, вне зависимости от того, как они выглядят, имеют право на базовый комфорт и уважение к себе.
Бодипозитив — это идея для любого тела вне зависимости от состояния здоровья, внешнего вида, от личных качеств человека как носителя своего тела. Тело не должно быть причиной неуважительного отношения.
Участники движения помогают друг другу научиться ценить здоровье, уникальную красоту и индивидуальность, преодолевать комплексы и жить в гармонии с собой, не оглядываясь на моду или общественное мнение. Бодипозитив тесно связан с идеями феминизма, проповедует равенство полов и отказ от гендерных стереотипов.
Бодипозитив тесно связан с движением принятия полноты (fat acceptance movement), согласно идеологии которого тела всех форм и размеров не должны подвергаться осуждению (бодишеймингу, от англ. body — «тело» и shame — «стыдить»). В связи с этим в бодипозитиве осуждает фэтшейминг, скиннишейминг, эйблизм и другие виды дискриминации. Другим предшественником «Бодипозитива» явилось движение в поддержку телесности — «Healthy at every size», оно развилось из движения, которое критически относилось к диетам. На данный момент «Healthy at every size» придерживается следующих взглядов относительно ориентиров деятельности своего движения: принятие и уважение равенства вне зависимости от веса тела, поддержка социальной политики, направленной на борьбу с дискриминацией по весу, ненасильственное распространение взглядов о равенстве вне зависимости от веса, распространение идей интуитивного питания и поддержка физической активности, которая доступна людям любой весовой категории.
Девушки, относящие себя к бодипозитиву, считают, что «Бодипозитив» появился из феминизма, затрагивающего проблемы объективации в отношении девушек, и является в некотором роде составной частью феминизма.
Движение бодипозитива очень разнородное, в нём нет идеологий, догматов, чётких правил.
Поскольку бодипозитив появился как протестное движение, в нём встречаются и радикально-хулиганские тенденции.

## История
Предшественником бодипозитива было начавшееся в 1967 году движение за принятие полноты, дестигматизацию тучных людей (англ. the fat acceptance), а более ранним можно считать викторианскую реформу одежды.
Движение «Body Positive Movement» основали в 1996 году юные Конни Собчак (англ. Connie Sobczak) и Элизабет Скотт (англ. Elizabeth Scott) из «общей страсти к созданию общины, которая предлагает свободу от общественного мнения, которое диктует свои правила и создает проблемы людям, имеющим проблемы с фигурой», с целью побудить людей принимать своё тело таким, какое оно есть, независимо от социальных стереотипов. В дальнейшем их инициатива развилась в большое общественное движение «The Body Positive» под лозунгом «Моё тело — моё дело». На сайте «The Body Positive» написано, что цель организации — помочь людям воссоединиться с мудростью своего тела, чтобы ухаживать за ним сбалансированно и радостно, относиться к телу с любовью, прощением и юмором.
Движение бодипозитива возникло как протест против унижения и дискриминации тучных людей, которых менее охотно принимают на работу, меньше платят, они получают худшую медицинскую помощь и подвергаются сильному остракизму в СМИ. В настоящее время бодипозитив и fat acceptance идут рука об руку, ведь бодипозитив действительно полагает, что все тела заслуживают уважения.
В 2012 году бодипозитив касался прежде всего полных людей, использовался блогерами пышных размеров («plus size») для искоренения в обществе предвзятого отношения к полным людям, которое они ощущали ежедневно.
В 2013 году модель Тесс Холлидей, весящая 155 кг, основала бодипозитивное онлайн-движение «Eff Your Beauty Standards».
В 2016 году «бодипозитив уже везде».

## Основные концепции
Основная идея бодипозитива — адаптировать людей с проблемным телом, сделать их жизнь более комфортной, а реакцию общества более адекватной, это работа в обществе с категорией «нормальности» в восприятии красоты человеческого тела, в том числе в борьбе с фэтшеймингом и дискриминацией.
Главный принцип бодипозитива отражается в девизе «моё тело — моё дело»:

Бодипозитив в первую очередь расширяет ваши права, а именно «моё тело — моё дело». Не социума, не мужа, не свекрови, не подруги — только ваше. Более того, в самой концепции «следить за телом» кроется огромная тревога, что оно (тело) вам враг и его «нужно держать в узде». Это очень токсичный феномен диетической культуры, отделяющий тело от идентичности. И бодипозитив говорит: «Вы это и ваше тело. Не надо его бояться, надо его научиться понимать и не смотреть как на объект, который должен понравиться кому-то, а смотреть как на проявления себя в этом мире».
К тому же именно бодипозитив принёс данные, которые до этого обсуждались лишь в узком кругу специалистов — неправильные диеты не только оканчиваются обратным набором веса в 95 % случаев (а иногда и плюс к тому весу), но и приносят с собой расстройства пищевого поведения. Здоровье — это не цифра на весах. Более того, вне зависимости от размера тела и состояния здоровья каждый человек заслуживает уважения. И речь именно об этом.
— Юлия Лапина, клинический психолог
Бодипозитив не может рассматриваться как позитивный или прогрессивный, если в нём нет свободы любого тела.

## Представители движения
Наиболее популярные сторонники бодипозитива за рубежом — модель plus size Тесс Холлидей, блогер и модель Аркадио Ади Дель Вале, писатель и мотивационный оратор Ник Вуйчич, блогерша Кармен Рене, актриса и режиссёр Лина Данэм, модель Эшли Грэм, модель и редактор Искра Лоуренс. В Украине — Мисс Мира plus size Мила Кузнецова. В России — Софья Солодова (ведёт блог, выступает на митингах) и другие.

## Критика
Некоторые учёные предупреждают, что принятие в социуме избыточного веса нормой способствует распространению ожирения. Психолог Ольга Гуманова придерживается мнения, что мода на бодипозитив может отнимать у женщины право уделять внимание себе и своему телу, что он хорош в меру и что у русских женщин забота о своём внешнем виде часто является единственным способом хотя бы в какой-то степени обратить собственное внимание на себя саму.
Бодипозитив поддвергается критике за то, что под этим определением чаще всего подразумевается борьба с фетшеймингом и поэтому его представители зачастую придают малое значение или вовсе отрицают скиннишейминг — дискриминацию слишком худых людей, что также является другой формой бодишейминга, а значит противоречит основной идее бодипозитива. Некоторые его радикальные представители в стремлении противостоять принятым идеалам красоты стали подвергать критике худых людей или ведущих спортивный образ жизни. Это противоречит самой сути бодипозитива — принятии любых форм и особенностей тела. Поведение таких людей являет обратную форму фетшейминга или так называемого «фитнес-фашизма» — резком отвержении любых идей корректировки внешности, уходом за собой, как неестественными, вредными и навязанными внешним миром явлением. Такие люди, например, могут рассматривать занятие спортом как пропаганду.
Один из столпов бодипозитива — это борьба со стигматизацией и грубым обращением пациентов с избыточным весом со стороны врачей, а также изменение подхода к диагностике, ввиду того, что врачи склонны связывать те или иные симптомы с ожирением, хотя это может быть и не так. Некоторые сторонники бодипозитива, однако, стали вовсе отрицать взаимосвязь ожирения с некоторыми болезнями, например гипертонией, диабетом или бесплодием. Такие установки являются формой дениализма или отрицания науки.
Некоторые сторонники бодипозитива критикуют то, что данный термин после 2016 года стал активно эксплуатироваться крупными компаниями в попытке соответствовать модным тенденциям. На деле же под этим словом с их стороны продолжают продвигаться образы идеализированных женских моделей, которые хотя и обладают большим разнообразием форм тела, однако по прежнему исключают некоторые аспекты других, более неприглядных примеров телосложения и кожного покрова. Также отмечена низкая доля небелых моделей. Критики обвиняют компании в том, что они присваивают и искажают изначальное значение слова.
В начале 2025 года депутат Госдумы РФ В. В. Милонов предложил признать бодипозитив «нежелательным» в России. В своем обращении Милонов пишет:

Сторонники и участники пропагандируют нездоровый образ жизни, отказ от пищевой дисциплины и занятий спортом, пренебрежение к общепринятым представлениям красоты и опрятности. Жертвами этой идеологии становятся в основном молодые девушки и юноши, принимающие эту социальную концепцию в качестве инструкции к действию.